# ديف كولينز
ديف كولينز (بالإنجليزية: Dave Collins)‏ هو لاعب كرة قاعدة أمريكي، ولد في 20 أكتوبر 1952 في رابيد سيتي في الولايات المتحدة.

## وصلات خارجية
- ديف كولينز على موقع دوري كرة القاعدة الرئيسي (الإنجليزية)
- ديف كولينز على موقعبيزبول رفرنس.كوم (الدوري الرئيسي) (الإنجليزية)
- ديف كولينز على موقعبيزبول رفرنس.كوم (الدوري الثانوي) (الإنجليزية)
- ديف كولينز على موقع إي إس بي إن.كوم (أم.أل.بي) (الإنجليزية)
- ديف كولينز على موقع مشجعي الرسوم البيانية (الإنجليزية)